# Наредник Стаби
Наредник Стаби (1916. или 1917 — 4. април 1926) је био пас и незванична маскота 102. пешадијског пука и распоређен је у 26. (јенки) дивизију у Првом светском рату. Служио је 18 месеци и учествовао у 17 битака и четири офанзиве на Западном фронту. Спасао је свој пук од изненадних напада иперитом, проналазио и тешио рањенике, а наводно је једном ухватио немачког војника за панталоне, држећи га док га амерички војници нису пронашли. Његови поступци су добро документовани у савременим америчким новинама.
Стаби је назван најодликованијим ратним псом Великог рата и јединим псом који је номинован и унапређен у наредника. Стабијеви остаци се налазе у Националном музеју америчке историје. Он је итема анимираног филма из 2018. Sgt. Stubby: An American Hero.

## Младост
Стаби је био луталица расе пит бул који се појавио у Јејл Филду у Њу Хејвену, Конектикат док је група војника тамо била на тренингу. Пас се мотао око војника док су тренирали и један војник, каплар Роберт Конрој, је заволео пса. Када је дошло време да се крене у Европу, Конрој је сакрио Стабија на транспортном броду који је превозио војнике. По причи, када је пса открио Конројев командир, Стаби му је наводно салутирао како је дресиран док је био у кампу за обуку, и командир је био толико импресиониран да је допустио да пас остане.

## Војна служба
Стаби је служио у 102. пешадијској, 26. (Јенки) дивизије у рововима у Француској, где је провео 18 месеци и учествовао у четири офанзиве и 17 битака. Ступио је у борбу 5. фебруара 1918. код Шемин де Дама (фр. Chemin des Dames), северно од Соасона, и искусио је непрекидну ватру дан и ноћ дуже од месец дана. У априлу 1918, у нападу на Шипреј, Стаби је рањен у предњу ногу од гранате коју су бацили Немци који су се повлачили. Послат је у позадину да се опорави, и тамо је, као и на фронту, подизао морал. Када се опоравио од повреде, Стаби је враћен у ровове.
Након што је и сам претрпео напад отровним гасом, Стаби је научио да упозорава своју јединицу на нападе гасом, проналазио је рањене војнике на ничијој земљи, и — пошто је могао да чује звиждук артиљеријских граната пре него што су људи могли — научио да упозорава своју јединицу када да се сагну у заклон. Потпуно самостално је заробио једног немачког шпијуна. Након ослобађања Шато Тјерија, захвалне жене су му сашиле капутић на који су закачене његове бројне медаље. На крају рата, Конрој је прокријумчарио Стабија назад кући.

## Након рата
Након што је враћен кући, Стаби је постао славан и марширао је у, и обично предводио многе параде широм Сједињених Држава. Упознао се са председницима Вилсоном, Кулиџом и Хардингом. Почев од 1921. је био на Универзитету у Џорџтауну са Конројем, где је био спортска маскота. На полувременима утакмица америчког фудбала му је давана лопта и забављао је публику гуркајући је по терену.